# 內政部國家公園署海洋國家公園管理處
內政部國家公園署海洋國家公園管理處為中華民國內政部國家公園署所屬機關。原為東沙環礁國家公園成立所設之管理單位。

## 歷史
- 2006年12月19日，經蘇貞昌內閣修訂計畫內容，擬將島嶼或海洋型國家公園管理事權統一而成立。
- 2007年10月4日，海洋國家公園管理處於高雄市正式掛牌營運，隸屬於內政部營建署（今國土管理署）。
- 2014年6月8日，澎湖南方四島國家公園成立，納編海洋國家公園處管轄。
- 2023年9月20日，內政部國家公園署成立，全國國家公園與國家自然公園均納管該署，名稱調整為「內政部國家公園署海洋國家公園管理處」。

## 組織架構

### 行政業務單位
處長一人，副處長一人，秘書一人
行政業務單位
- 企劃經理科
- 環境維護科
- 保育研究科
- 解說教育科
- 行政室
- 東沙管理站（含研究站）：位於東沙島上，於2010年6月底完工，7月27日舉行啓用典禮。地址為高雄市旗津區東沙52號，並在一樓設有AED[1]。目前不對外開放。管理站上設有乾式實驗室、濕式實驗室和苗圃及馴化場。[2]

派出單位
- 東吉遊客中心
- 東吉環教中心
- 嶼坪遊客中心
- 馬公服務中心

相關單位
- 澎湖南方四島國家公園：環境保護和漁業資源之維護由內政部警政署保安警察第七總隊第七大隊負責
- 東沙環礁國家公園：環境保護和漁業資源之維護由海洋委員會海巡署東南沙分署東沙指揮部負責

### 所署國家公園
- 東沙環礁國家公園
- 澎湖南方四島國家公園

## 歷任處長
1. 吳全安：2007年10月4日—2010年1月22日
2. 楊模麟：2010年1月25日—2015年1月19日
3. 游登良：2015年1月20日—2017年4月30日
4. 洪啟源：2017年5月1日—2018年12月25日
5. 詹德樞：2018年12月26日—2019年10月4日
6. 徐韶良：2019年10月3日—現任

## 外部連結
- 內政部國家公園署海洋國家公園管理處 （页面存档备份，存于）